# Aeroportul Chandalar Lake
Aeroportul Chandalar Lake (IATA: WCR, ICAO: PALR, FAA LID: WCR) este un aeroport din Alaska, Statele Unite ale Americii ce deservește zona Chandalar⁠(d). Aeroportul a fost tranzitat în 2019 de 58 de pasageri.
Situat la o altitudine de 585 m, aeroportul dispune de 1 pistă. Este operat de Alaska Department of Transportation & Public Facilities⁠(d).

## Infrastructură

### Piste
Aeroportul dispune de o singură pistă. Pista are orientarea 4/22. 